# Vincenzo Di Benedetto
Vincenzo Di Benedetto (Altomonte, 12 gennaio 1934 – Pisa, 19 luglio 2013) è stato un filologo classico e grecista italiano.

## Biografia
Figlio del sarto Saverio Di Benedetto e di Maria Gaetana, nata Santoro, crebbe a Saracena (Calabria) e acquisì una solida conoscenza delle lingue classiche frequentando il liceo classico di Castrovillari. Studiò fra il 1952 e il 1958 a Pisa (come allievo della Scuola Normale Superiore) e a Oxford (Corpus Christi College) ed ebbe fra i suoi maestri Aurelio Peretti, Augusto Campana, Alessandro Perosa, Ignazio Cazzaniga, Giovanni Pugliese Carratelli, Vittorio Bartoletti e Eduard Fraenkel. Inoltre fu arricchito, al di fuori dell'ambito accademico, del decisivo influsso del latinista Sebastiano Timpanaro, con cui strinse una lunga e solida amicizia, e di sua madre, la storica della filosofia Maria Timpanaro Cardini. 
Dal 1969 fino al suo ritiro come professore emerito nel 2006, insegnò letteratura greca all'Università di Pisa e, dal 1971 fino al 1993, anche filologia classica presso la Scuola Normale. A partire dal 1996 soffrì della malattia di Parkinson e dal 2006 fu costretto a muoversi su una sedia a rotelle, ma continuò a impegnarsi nella ricerca scientifica fino a poco tempo prima della morte.
Dal 14 maggio 1972 era sposato con Diana Fiorini, insegnante di lettere alle scuole superiori; la coppia ebbe un figlio, Saverio, nato nel 1972, professore associato di Diritto internazionale all'Università del Salento.
Fra i suoi numerosi allievi si annoverano studiosi come Luigi Battezzato, Franco Ferrari, Alessandro Lami, Franco Maltomini, Daniela Manetti,  Maria Chiara Martinelli, Enrico Medda, Maria Pia Pattoni e Amneris Roselli.

## Contributi
I suoi più specifici ambiti di ricerca comprendono la storia della grammatica greca, la tragedia greca, il Corpus Hippocraticum, Saffo, l'epica omerica, ma anche Dante, Foscolo, Manzoni e Montale. Pubblicò non solo numerose monografie ma anche edizioni bilingui indirizzate tanto al largo pubblico quanto alla cerchia degli specialisti. Assai noto e apprezzato in Italia, non ha ottenuto il riconoscimento internazionale che si sarebbe meritato anche se la sua ultima impresa di ampio respiro, l'edizione bilingue commentata dell'Odissea (2010), è stata definita da Barbara Graziosi nella sua recensione "a monumental achievement". Anche la raccolta dei suoi scritti minori, pubblicata da Riccardo Di Donato col titolo Il richiamo del testo, comprende quattro grossi volumi e contiene alcuni dei suoi più significativi contributi, come la dimostrazione che Aristotele citava le fonti da lui utilizzate in modo assai più attendibile di quanto si era a lungo immaginato.

## Opere e curatele
- Euripidis Orestes, introduzione, testo critico, commento e appendice metrica, Firenze, La Nuova Italia, 1965.
- La tradizione manoscritta euripidea, Padova, Antenore, 1965.
- Euripide: teatro e società, Collana Saggi, Torino, Einaudi, 1971, ISBN 88-06-12872-8; Collana Reprints, Einaudi, 1975.
- L'ideologia del potere e la tragedia greca. Ricerche su Eschilo, Collana Pbe n.355, Torino, Einaudi, 1978, ISBN 88-06-35469-8.
- V. Di Benedetto-Alessandro Lami, Filologia e marxismo. Contro le mistificazioni, Napoli, Liguori, 1981, ISBN 88-207-1005-6.
- Sofocle, Firenze, La nuova Italia, 1983, ISBN 88-221-0386-6; II ed., 1988.
- Platone, Il Simposio, introd. di V. Di Benedetto, Milano, Rizzoli, 1985.
- Il medico e la malattia. La scienza di Ippocrate, Collana Paperbacks n.172, Torino, Einaudi, 1986, ISBN 88-06-59327-7.
- Saffo, Poesie, Introduzione di V. Di Benedetto, traduzione e note di Franco Ferrari, Milano, Rizzoli, 1987, ISBN 88-17-16623-5.
- Lo scrittoio di Ugo Foscolo, Torino, Einaudi, 1990, ISBN 88-06-11714-9.
- Ugo Foscolo, Il sesto tomo dell'Io, edizione critica e commento, Torino, Einaudi, 1991, ISBN 88-06-12179-0.
- Nel laboratorio di Omero, Torino, Einaudi, 1994, ISBN 88-06-12738-1; II ed. ampliata, Einaudi, 1998.
- V. Di Benedetto-Enrico Medda, La tragedia sulla scena. La tragedia greca in quanto spettacolo teatrale, Collana Piccola Biblioteca, Torino, Einaudi, 1997, ISBN 88-06-137-77-8.
- Guida ai Promessi sposi. I personaggi, la gente, le idealità, Milano, Rizzoli, 1999, ISBN 88-17-17268-5.
- Euripide, Le Baccanti, premessa, introduzione, traduzione, costituzione del testo originale e commento a cura di V. Di Benedetto, appendice metrica di E. Cerbo, Milano, Rizzoli, 2004, ISBN 88-298-0130-5.
- Il richiamo del testo. Contributi di filologia e letteratura, I-IV, prefazione a cura di R. Di Donato, Pisa, ETS, 2007, ISBN 88-467-1940-9. [raccolta degli scritti minori]
- Omero, Odissea, trad. di V. Di Benedetto, Milano, BUR, 2010, ISBN 978-88-170-2071-8.